# 2000-es cannes-i filmfesztivál
Az 53. Cannes-i Nemzetközi Filmfesztivál 2000. május 10. és 21. között került megrendezésre, Luc Besson francia forgatókönyvíró-filmproducer elnökletével. A hivatalos versenyprogramban 23 nagyjátékfilm és 11 rövidfilm szerepelt; az Un certain regard szekcióban 22, a Cinéfondation keretében 13, míg versenyen kívül 11 alkotást vetítettek. A párhuzamos rendezvények Kritikusok Hete szekciójában 7 nagyjátékfilmet és 7 rövidfilmet mutattak be, a Rendezők Kéthete elnevezésű szekció keretében pedig 24 nagyjátékfilm, 3 középhosszú és 28 kisfilm vetítésére került sor.

## A 2000. évi fesztivál

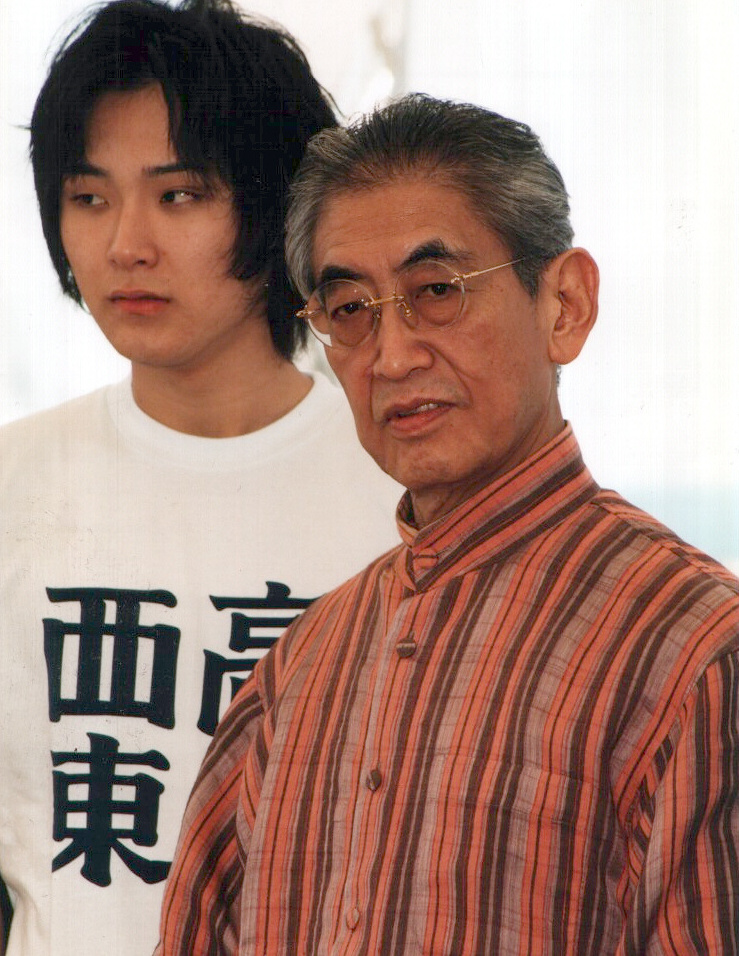
Osima Nagisza (2000)

A filmes seregszemlét a francia származású brit rendező, Roland Joffé versenyen kívül vetített kosztümös filmje, a Vatel nyitotta meg és a kanadai Denys Arcand Sztárság című szatirikus hangvételű alkotása zárta.
A korábbi évekhez képest feltűnően nagy arányban hívtak meg japán, kínai, hongkongi, tajvani, iráni filmeket: a különféle válogatások közel negyedét távol- és közel-keleti alkotások tették ki. Különösen jól szerepeltek az irániak: három jelentősebb díjat is hazavihettek (két Arany Kamera, és egy zsűri díja). Noha a kritikusok jelentékeny része szerint az Arany Pálmát a tajvani Jang Töcsang (Edward Yang) érdemelte volna Családi kötelékek című alkotásáért; végül is a legjobb rendezés díját kapta meg, a fődíjat pedig a dán Lars von Trier vehette át Kim Basingertől Táncos a sötétben című, többnemzeti koprodukciós zenés filmdrámájáért. A nagydíjat a kínai Csiang Ven (Jiang Wen) Ördögök a küszöbön című alkotása nyerte, a zsűri díját pedig megosztva a svéd Roy Andersson Dalok a második emeletről, valamint az iráni Samira Makhmalbaf Blackboards című filmdrámája. A legjobb színész a hongkongi Liang Csao-vej (Tony Leung Chiu-wai) lett (Szerelemre hangolva), míg a legjobb női alakítás díját a Táncos a sötétben főszereplője, az izlandi pop-énekesnő, Björk vehette át filmbeli partnerétől, Catherine Deneuve-től. A díjakat illetően 2000-ben a zsűrik nagylelkűek voltak: több díj megosztva került átadásra, a nagyjátékfilmek zsűrije pedig egy különdíjat is kiosztott az orosz Esküvő című film szereplőgárdájának.

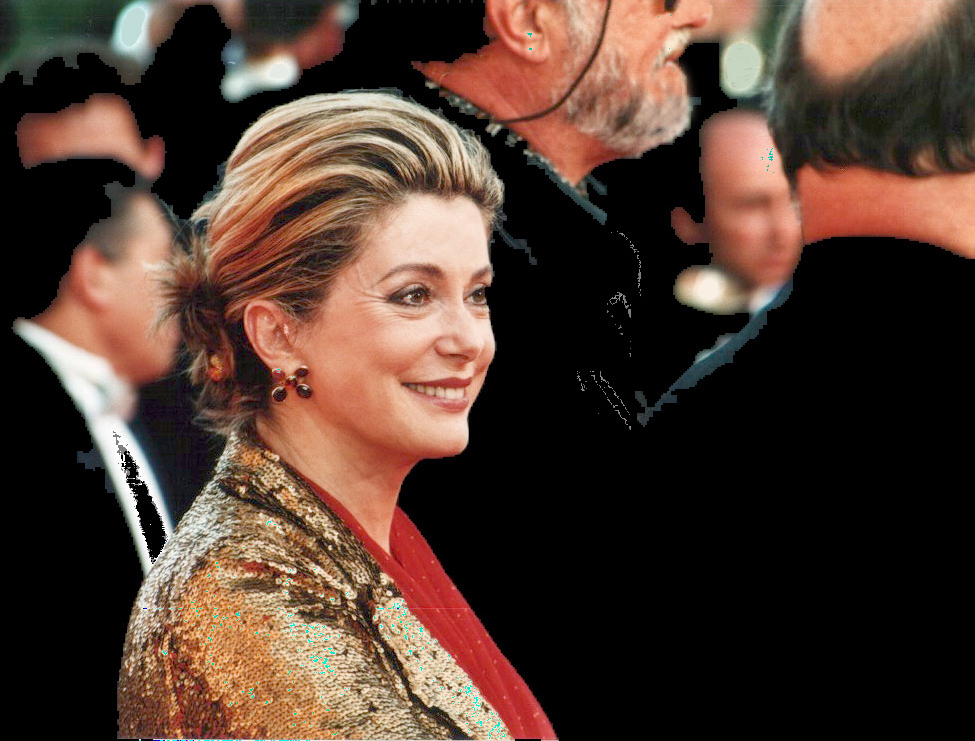
Catherine Deneuve (2000)

Luis Buñuel születésének 100. évfordulója alkalmat adott arra, hogy megemlékezzenek a nagy tehetségű spanyol rendezőről és róla nevezzék el a fesztiválpalota új vetítőtermét. Az Instituto de la Cinematografia y de las Artes Audiovisuales kiállítást szervezett Buñuel titkos világa címmel, továbbá levetítették az Arany Pálma-nyertes Viridianát, amely 1961-től 1977-ig be volt tiltva Spanyolországban.

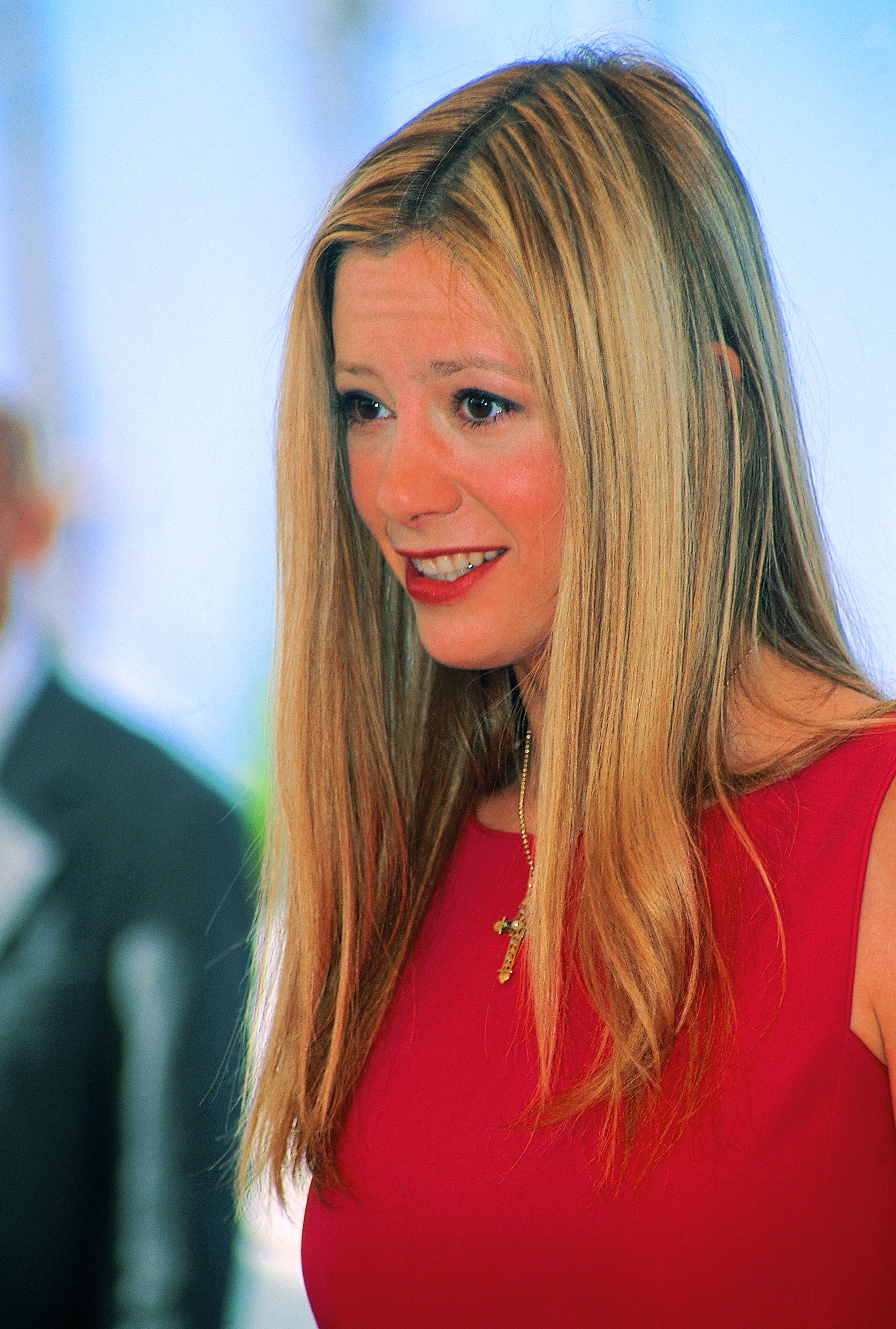
Mira Sorvino (2000)

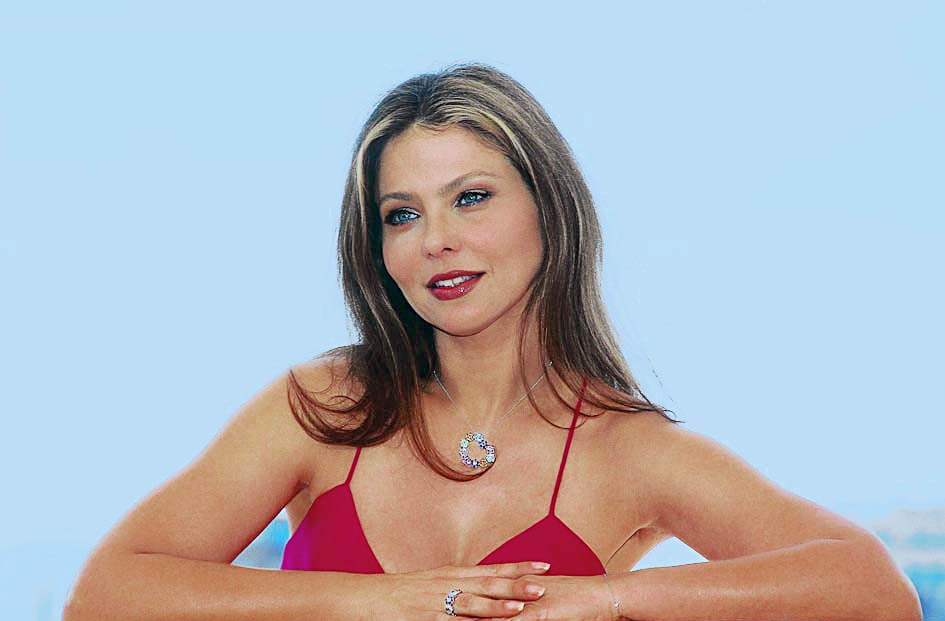
Ornella Muti (2000)

A Filmlecke (Leçon de cinéma) mesterkurzus keretében Agnès Varda francia filmrendező osztotta meg tapasztalatait hallgatóságával. Ugyancsak a fesztivál keretében A jövő mozija elnevezéssel egy kollokviumot is szerveztek, melyen mintegy hatvan neves művész vitatta meg a filmművészet helyzetét és kilátásait.
A hagyományosan alternatív(abb) alkotásoknak teret adó Rendezők Kéthete szekcióban 15 ország nagyjátékfilmjeit vetítették. A franciák tíz filmmel képviseltették magukat, ebből öt koprodukciós alkotás volt. Az Amerikai Egyesült Államokból három filmet delegáltak, köztük Karyn Kusama A bunyós csaj című, Sundance-nyertes filmjét, amely Cannes-ban a legjobb külföldi film ifjúság díját nyerte el. A rendezvény legsikeresebb alkotása az iráni elsőfilmes Bahman Ghobadi A kis családfő című filmje lett: Arany Kamerát kapott. A válogatásból a legnagyobb nemzetközi sikert Stephen Daldry filmdrámája, a Billy Elliot aratta. A mezőnyből kiemelkedett még a japán Kobajasi Maszahiro Korosi, Silvio Soldini Tangó és tulipán, a német Oskar Roehler A kitaszított, a francia Olivier Jahan Mintha itt se lennék, valamint a számunkra legfontosabb: Tarr Béla Werckmeister harmóniák című filmje. A fesztiválra kiutazó hivatalos delegáció tagjai voltak: Tarr Béla rendező és Hranitzky Ágnes társrendező, vágó.
A magyar filmművészetet a hivatalos válogatásban nem képviselte alkotás. 
A fesztivál vezetősége 2000-ig mindössze két főből állt: az elnökből és a főmegbízottból, aki egyben ellátta a főigazgatói és a művészeti igazgatói feladatokat is. A fesztivál fejlődésével azonban növelni kellett a beosztások számát. A fesztivál igazgatótanácsa Gilles Jacob, addigi fesztiváligazgatót nevezte ki a cannes-i fesztivál elnökévé, a Cinéfondation élére távozó Pierre Viot helyett. Az új elnök Véronique Cayla-t vette maga mellé főigazgatónak és Thierry Frémaux-t művészeti vezetőnek. A változás nagyban hozzájárult ahhoz, hogy 2000 októberében, a Cinéfondation égisze alatt létrehozzák Párizsban a Rezidenciát, külföldi fiatal filmesek részére, hogy segítsék őket első nagyjátékfilmjük forgatókönyvének megírásában. Az első meghívottak között volt Iványi Marcell.
2000-ben indították a cannes-i filmfesztivál hivatalos honlapját. Ugyancsak ebben az évben egy újabb, elsősorban a világhálóhoz kapcsolódó technikai újdonság jelent meg, az „immerzív film”, amely azonnali reagálás benyomását kelti a virtuális valóságba belemerülő, azt a számítógépéről interaktívan befolyásoló felhasználóban.

## Zsűri

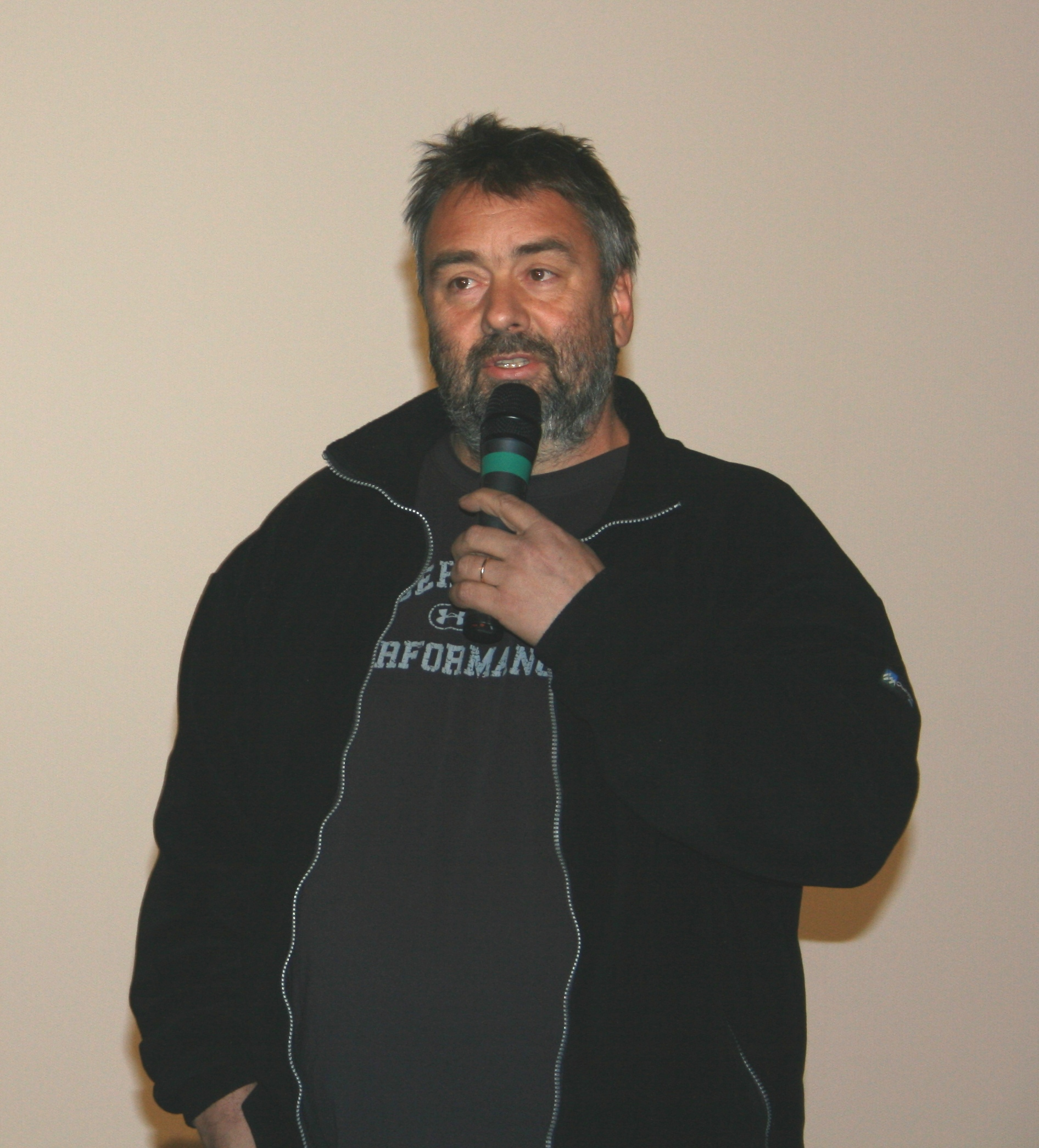
Luc Besson (2008)

### Versenyprogram
- Luc Besson, forgatókönyvíró, filmproducer –  Franciaország – a zsűri elnöke
- Aitana Sánchez-Gijón, színésznő –  Spanyolország
- Arundhati Roy, író –  India
- Barbara Sukowa, színésznő –  Németország
- Jeremy Irons, színész –  Egyesült Királyság
- Jonathan Demme, filmrendező –  Amerikai Egyesült Államok
- Kristin Scott Thomas, színésznő –  Egyesült Királyság
- Mario Martone, filmrendező –  Olaszország
- Nicole Garcia, színész –  Franciaország
- Patrick Modiano, író –  Franciaország

### Cinéfondation és rövidfilmek
- Luc Dardenne, filmrendező –  Belgium – a zsűri elnöke
- Abderrahmane Sissako, filmrendező –  Mauritánia
- Claire Denis, filmrendező –  Franciaország
- Francesca Comencini, filmrendező –  Olaszország
- Mira Sorvino, színésznő –  Amerikai Egyesült Államok

### Un Certain Regard
- Jane Birkin, színésznő –  Franciaország – a zsűri elnöke
- Jan Schulz-Ojala, filmkritikus –  Németország
- José Maria Prado, a Filmoteca Espanola elnöke –  Spanyolország
- Marc Voinchet, filmkritikus –  Franciaország
- Marie-Noëlle Tranchant, filmkritikus –  Franciaország
- Noël Tinazzi, filmkritikus –  Franciaország

### Arany Kamera
- Otar Davidovics Ioszeliani, filmrendező –  Grúzia – a zsűri elnöke
- Caroline Vie-Toussaint, filmkritikus –  Franciaország
- Céline Panzolini, filmkritikus –  Franciaország
- Eric Moulin, fotóművész –  Franciaország
- Fabienne Bradfer, filmkritikus –  Belgium
- Giorgos Arvanitis, operatőr –  Görögország
- Martial Knaebel, filmkritikus –  Svájc
- Sólveig Anspach, filmrendező –  Franciaország

## Hivatalos válogatás

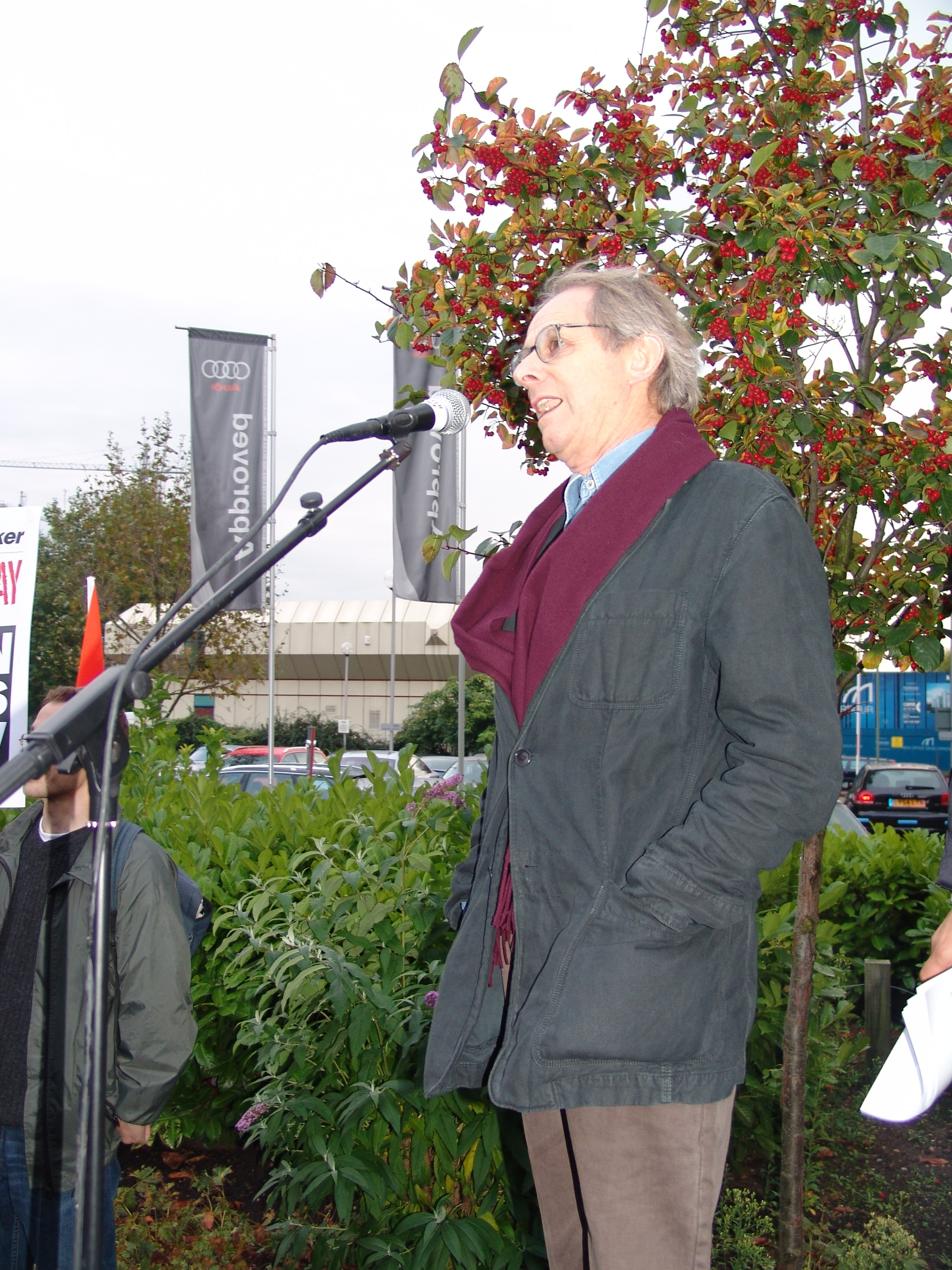
Ken Loach (2004)

### Nagyjátékfilmek versenye
- Bread and Roses (Kenyér és rózsa)[4] – rendező: Ken Loach
- Chunhyang – rendező: Im Kwon-taek
- Code inconnu: Récit incomplet de divers voyages (Ismeretlen kód) – rendező: Michael Haneke
- Dancer in the Dark (Táncos a sötétben) – rendező: Lars von Trier
- Esther Kahn (Szenvedélyes színdarab)[5] – rendező: Arnaud Desplechin
- Estorvo (Vihar) – rendező: Ruy Guerra
- Fa jung nin va (Fa yeung nin wa)[6] (Szerelemre hangolva) – rendező: Vong Kar-vaj (Wong Kar-wai)
- Fast Food Fast Women (Gyorsbüfék, gyors nők) – rendező: Amos Kollek
- Gohatto (Tabu) – rendező: Osima Nagisza
- Kujce laj lö (Guizi lai le) (Ördögök a küszöbön) – rendező: Csiang Ven (Jiang Wen)
- Harry un ami qui vous veut du bien (Harry csak jót akar) – rendező: Dominik Moll
- Juríka[7] (Eureka) – rendező: Aojama Sindzsi
- Kippur – rendező: Amos Gitai
- Les destinées sentimentales (Érzelmek útvesztői) – rendező: Olivier Assayas
- Nurse Betty (Betty nővér) – rendező: Neil LaBute
- O Brother, Where Art Thou? (Ó, testvér, merre visz az utad?) – rendező: Joel Coen
- Sånger från andra våningen (Dalok a második emeletről) – rendező: Roy Andersson
- Szvadba (Esküvő) – rendező: Pavel Lungin
- Takhté siah – rendező: Samira Makhmalbaf
- The Golden Bowl (Az aranyserleg) – rendező: James Ivory
- The Yards (A bűn állomásai) – rendező: James Gray
- Trolösa (Hűtlenek) – rendező: Liv Ullmann
- Ji ji (Yi yi)[8] (Családi kötelékek) – rendező: Jang Töcsang (Edward Yang)

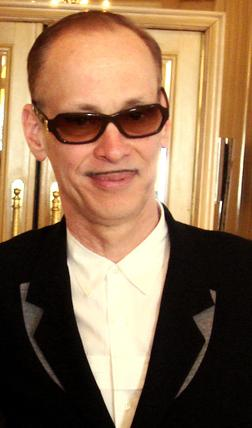
John Waters (2007)

### Nagyjátékfilmek versenyen kívül
- A Conversation with Gregory Peck – rendező: Barbara Kopple
- Aprili – rendező: Otar Davidovics Ioszeliani
- Cecil B. DeMented (Cecil B. Demented) – rendező: John Waters
- Vo hu cang lung (Wòhǔ Cánglóng) (Tigris és sárkány) – rendező: Li An (Ang Lee)
- Honest – rendező: Dave Stewart
- Les glaneurs et la glaneuse (Kukázók) – rendező: Agnès Varda
- Mission To Mars (A Mars-mentőakció) – rendező: Brian De Palma
- Requiem for a Dream (Rekviem egy álomért) – rendező: Darren Aronofsky
- Stardom (Sztárság) – rendező: Denys Arcand
- Under Suspicion (Meggyanúsítva) – rendező: Stephen Hopkins
- Vatel – rendező: Roland Joffé

### Un Certain Regard
- A la verticale de l'été (Az élet csodái) – rendező: Tran Anh Hung
- Abschied - Brechts letzter Sommer[9] (Brecht utolsó nyara) – rendező: Jan Schütte
- Así es la vida – rendező: Arturo Ripstein
- Capitães de Abril (Április kapitányai) – rendező: Maria de Medeiros
- Djomeh – rendező: Hassan Yektapanah
- Eu Tu Eles (Én, te, ők) – rendező: Andrucha Waddington
- Famous – rendező: Griffin Dunne
- I Dreamed of Africa (Álom Afrikáról) – rendező: Hugh Hudson
- Jacky – rendező: Brat Ljatifi és Fow Pyng Hu
- La saison des hommes (A férfiak évada) – rendező: Moufida Tlati
- Le premier du nom – rendező: Sabine Franel
- Lista de espera (Várólista) – rendező: Juan Carlos Tabio
- Lost Killers (Reménytelen gyilkosok) – rendező: Dito Tsintsadze
- Nicsijobi va ovaranai – rendező: Takahasi Joicsiro
- Oh! Soo-jung – rendező: Hong Sang-soo
- Preferisco il rumore del mare (Jobban szeretem a tenger zúgását) – rendező: Mimmo Calopresti
- Saint-Cyr – rendező: Patricia Mazuy
- The King Is Alive (A király él) – rendező: Kristian Levring
- Things You Can Tell Just by Looking at Her (A nő ötször)[10] – rendező: Rodrigo Garcia
- Tierra del fuego – rendező: Miguel Littin
- Wild Blue – rendező: Thierry Knauff
- Woman on Top (Terítéken a nő) – rendező: Fina Torres

### Rövidfilmek versenye
- Angry Kid 'Bone' – rendező: Darren Walsh
- Anino – rendező: Raymond Red
- Better or Worse? – rendező: Jocelyn Cammack
- Bzz – rendező: Benoît Féroumont
- Des morceaux de ma femme – rendező: Frédéric Pelle
- Døren som ikke smakk – rendező: Jens Lien
- Infection – rendező: James Cunningham
- Stop – rendező: Anthony Mullins
- Szocsinuski[11] – rendező: Szergej Ovcsarov
- Três Minutos – rendező: Ana Luiza Azevedo
- Usan – rendező: Yoo Chul-Won

### Cinéfondation
- Cuôc xe dêm – rendező: Chuyên Bui Thac
- De janela pro cinema – rendező: Quia Rodrígues
- Five Feet High and Rising – rendező: Peter Sollett
- Indien – rendező: Pernille Fischer Christensen
- Ino o ucu – rendező: Kimura Ariko
- Kinu'ach – rendező: Amit Sakomski
- Kiss It Up to God – rendező: Caran Hartsfield
- Le vent souffle où il veut – rendező: Claire Doyon
- Leben 1, 2, 3 – rendező: Michael Schorr
- Ne upusite ubijtsu – rendező: Anastas Charalampidis
- Nocturnal – rendező: Anna Viduleja
- Respirar (Debaixo de Água) – rendező: António Ferreira
- Wniebowstapienie – rendező: Malgorzata Szumowska

## Párhuzamos rendezvények

### Kritikusok Hete

#### Nagyjátékfilmek
- Amores perros (Korcs szerelmek) – rendező: Alejandro González Iñárritu
- De l'histoire ancienne – rendező: Orso Miret
- Good Housekeeping – rendező: Frank Novak
- Happy End – rendező: Jung Ji-woo
- Krámpack (Őrültségek nyara) – rendező: Cesc Gay
- Les autres filles – rendező: Caroline Vignal
- Xiao bai wu jin ji[12] – rendező: Chang Vivian

#### Rövidfilmek
- Faux contact – rendező: Eric Jameux
- Le chapeau – rendező: Michèle Cournoyer
- Le dernier rêve – rendező: Emmanuel Jespers
- Les méduses – rendező: Delphine Gleize
- Not I – rendező: Neil Jordan
- The Artist's Circle – rendező: Bruce Marchfelder
- To Be Continued – rendező: Linus Tunström

### Rendezők Kéthete

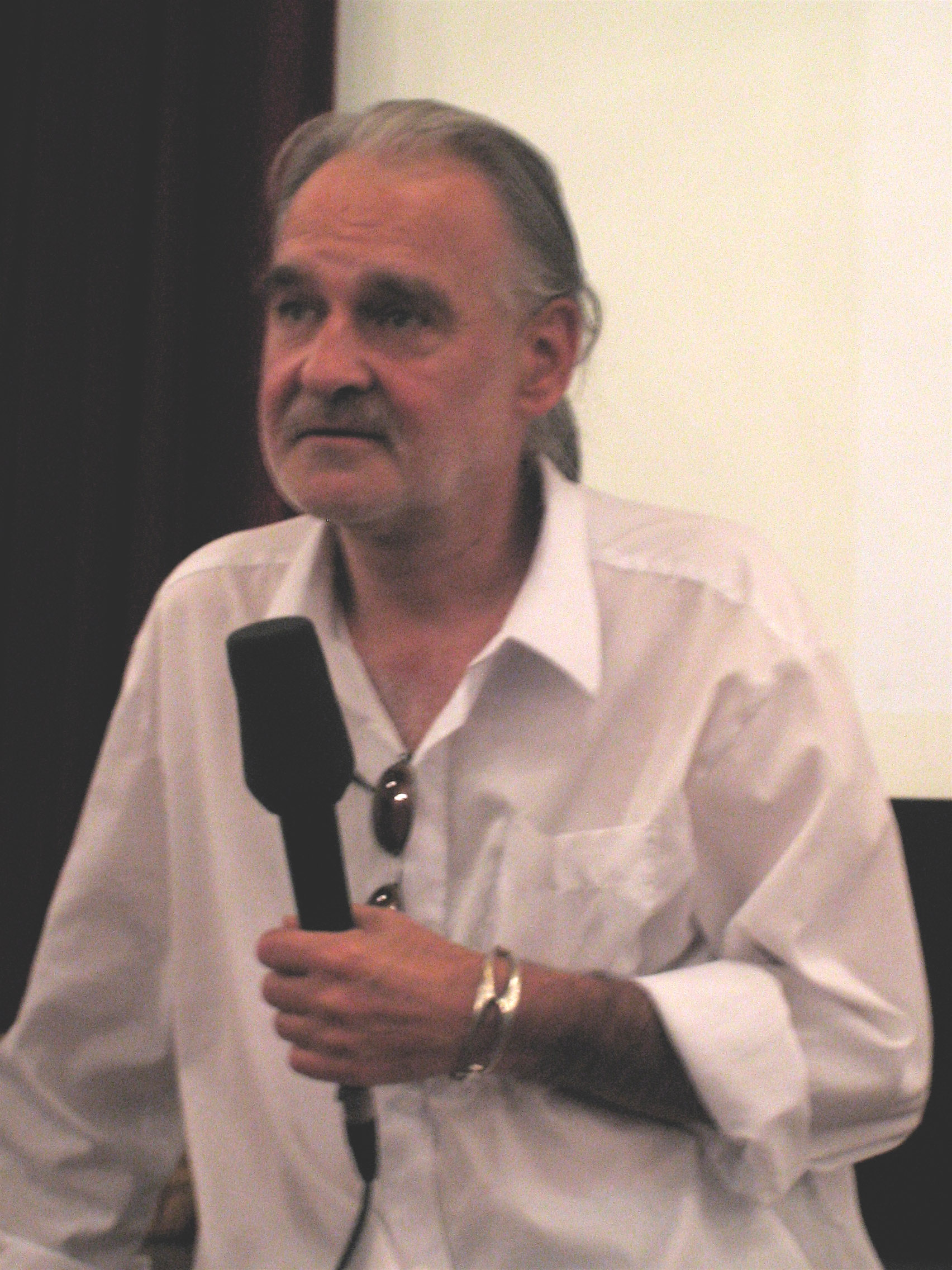
Tarr Béla (2007)

#### Nagyjátékfilmek
- Billy Elliot[13] – rendező: Stephen Daldry
- Cuba feliz (Kubai ritmusok) – rendező: Karim Dridi
- Die Unberührbare (A kitaszított) – rendező: Oskar Roehler
- Faites comme si je n’étais pas là (Mintha itt se lennék) – rendező: Olivier Jahan
- Girlfight (A bunyós csaj) – rendező: Karyn Kusama
- Korosi – rendező: Kobajasi Maszahiro
- L’affaire Marcorelle – rendező: Serge Le Péron
- La captive (A fogolynő) – rendező: Chantal Akerman
- La chambre obscure – rendező: Marie-Christine Questerbert
- Le secret – rendező: Virginie Wagon
- Les fantômes des Trois Madeleine – rendező: Guylaine Dionne
- Lumumba – rendező: Raoul Peck
- Mallboy (Plázapatkány) – rendező: Vincent Giarrusso
- New York Beat Movie[14] (Downtown 81) – rendező: Edo Bertoglio
- Pane e Tulipani (Tangó és tulipán) – rendező: Silvio Soldini
- Peppermint Candy (Mentolos cukorka) – rendező: Lee Chang-dong
- Petite chérie – rendező: Anne Villacèque
- Purely Belter (Szezonbérlet) – rendező: Mark Herman
- Shadow of the Vampire (A vámpír árnyéka) – rendező: E. Elias Merhige
- Some Voices – rendező: Simon Cellan Jones
- Summer or 27 Missing Kisses – rendező: Nana Dzsordzsadze
- Tout va bien, on s'en va (Minden rendben, mehetünk!) – rendező: Claude Mouriéras
- Werckmeister harmóniák – rendező: Tarr Béla
- Zamani barayé masti asbha (A kis családfő) – rendező: Bahman Ghobadi

#### Középhosszú filmek
- La brèche de Roland – rendező: Arnaud és Jean-Marie Larrieu
- La pomme, la figue et l'amande – rendező: Joël Brisse
- Malou möter Ingmar Bergman och Erland Josephson – rendező: Sonja Wyss

#### Rövidfilmek
- A corps perdu – rendező: Isabelle Broué
- C’est bien la société – rendező: Valérie Pavia
- C’est pas si compliqué – rendező: Xavier De Choudens
- Derailed[15] (Phoenix Tapes) – rendező: Christoph Girardet és Matthias Müller
- Des larmes de sang – rendező: Valérie Mréjen
- Elisabeth – rendező: Valérie Mréjen
- En avant !
- Ferment – rendező: Tim MacMillan
- Flying Boys – rendező: Didier Seynave
- Furniture Poetry (and Other Rhymes for the Camera) – rendező: Paul Bush
- Ghost – rendező: Steve Hawley
- Grüezi Wohl Fraü Stirnimaa... – rendező: Sonja Wyss
- Head Stand – rendező: Lisa Robinson
- Icuna.com
- In Absentia – rendező: Stephen és Timothy Quay
- Jocelyne – rendező: Valérie Mréjen
- La poire – rendező: Valérie Mréjen
- La vie heureuse – rendező: Valérie Pavia
- Le mur – rendező: Faouzi Bensaïdi
- Les oiseaux en cage ne peuvent pas voler – rendező: Luis Briceño
- Look at Me – rendező: Peter Stel
- Love is All – rendező: Oliver Harrison
- Pugalo – rendező: Alexander Kott
- Rota de colisão – rendező: Roberval Duarte
- Rue Francis – rendező: François Vogel
- Salam – rendező: Souad El-Bouhati
- Still Life – rendező: Pekka Sassi
- The Morphology of Desire – rendező: Robert Arnold

## Díjak

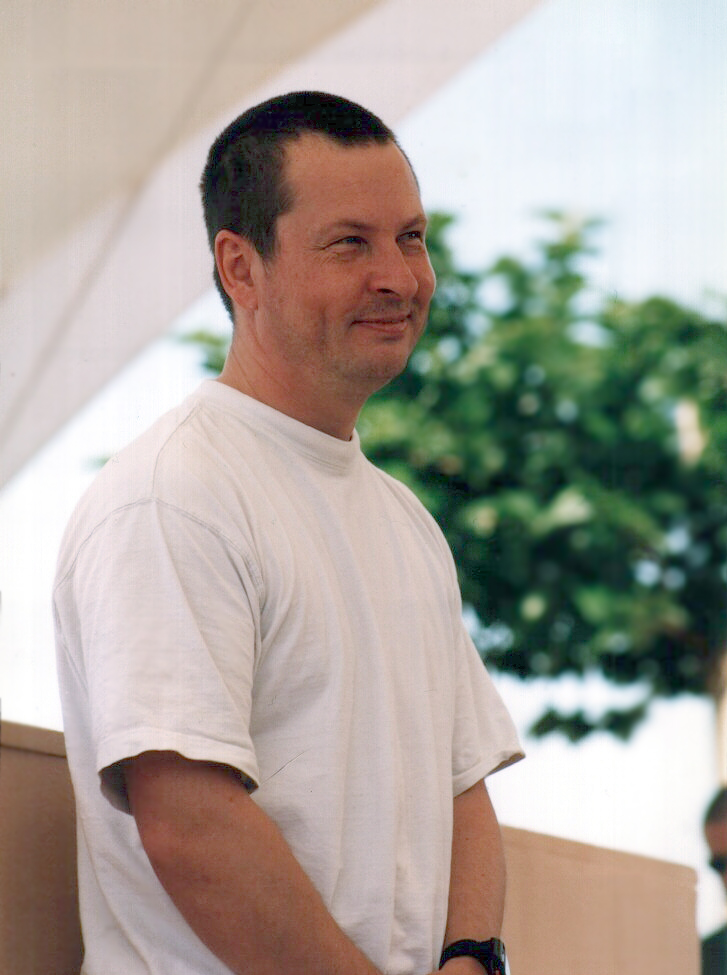
A fődíjat elnyert Lars von Trier

### Nagyjátékfilmek
- Arany Pálma: Dancer in the Dark (Táncos a sötétben) – rendező: Lars von Trier
- Nagydíj: Kujce laj lö (Guizi lai le) (Ördögök a küszöbön) – rendező: Csiang Ven (Jiang Wen)
- A zsűri díja:
  - Sånger från andra våningen (Dalok a második emeletről) – rendező: Roy Andersson
  - Takhté siah – rendező: Samira Makhmalbaf
- Legjobb rendezés díja: Ji ji (Yi yi)[8] (Családi kötelékek) – rendező: Jang Töcsang (Edward Yang)
- Legjobb női alakítás díja: Björk – Dancer in the Dark (Táncos a sötétben)
- Legjobb férfi alakítás díja: Liang Csao-vej (Tony Leung Chiu-wai) – Fa jung nin va (Fa yeung nin wa)[6] (Szerelemre hangolva)
- Legjobb forgatókönyv díja: Nurse Betty (Betty nővér) – forgatókönyvírók: James Flamberg és John C. Richards
- Külön dicséret az összes színésznek: Szvadba (Esküvő) – rendező: Pavel Lungin

### Un Certain Regard
- Un Certain Regard díj: Things You Can Tell Just by Looking at Her (A nő ötször)[10] – rendező: Rodrigo Garcia
- Külön dicséret: Eu Tu Eles (Én, te, ők) – rendező: Andrucha Waddington

### Rövidfilmek
- Arany Pálma (rövidfilm): Anino – rendező: Raymond Red

### Cinéfondation
- A Cinéfondation első díja:
  - Five Feet High and Rising – rendező: Peter Sollett
- A Cinéfondation második díja:
  - Kinu'ach – rendező: Amit Sakomski
  - Kiss It Up to God – rendező: Caran Hartsfield
- A Cinéfondation harmadik díja:
  - Cuôc xe dêm – rendező: Chuyên Bui Thac
  - Indien – rendező: Pernille Fischer Christensen

### Arany Kamera
- Arany Kamera:
  - Djomeh[16] – rendező: Hassan Yektapanah
  - Zamani barayé masti asbha (A kis családfő)[17] – rendező: Bahman Ghobadi

### Egyéb díjak
- FIPRESCI-díj:
  - Juríka[7] (Eureka) – rendező: Aojama Sindzsi
  - Zamani barayé masti asbha (A kis családfő)[17] – rendező: Bahman Ghobadi
- Technikai nagydíj: Fa jung nin va (Fa yeung nin wa)[6] (Szerelemre hangolva) – rendező: Vong Kar-vaj (Wong Kar-wai)
- Ökumenikus zsűri díja: Juríka[7] (Eureka) – rendező: Aojama Sindzsi
- Ökumenikus zsűri különdíja:
  - Code inconnu: Récit incomplet de divers voyages (Az ismeretlen kód) – rendező: Michael Haneke
  - Fast Food Fast Women (Gyorsbüfék, gyors nők) – rendező: Amos Kollek
- Ifjúság díja külföldi filmnek: Girlfight (A bunyós csaj)[17] – rendező: Karyn Kusama
- Ifjúság díja francia filmnek: Saint-Cyr[16] – rendező: Patricia Mazuy
- Ifjúság különdíja: Krámpack (Őrültségek nyara)[18] – rendező: Cesc Gay
- François Chalais-díj: Kippur – rendező: Amos Gitai

## Hírességek
Adrian Karembeu, Adrien Brody, Andie MacDowell, Anjelica Huston, Anna Levine, Björk, Cameron Diaz, Carole Bouquet, Catherine Deneuve, Charlize Theron, Claudia Schiffer, Elizabeth Taylor, Elton John, Emmanuelle Béart, Eva Herzigová, Faye Dunaway, Gene Hackman, Gérard Depardieu, George Clooney, Glenn Close, Gregory Peck, Helen Hunt, Irène Jacob, Isabelle Huppert, Jean-Claude Van Damme, Jeremy Irons, Joaquin Phoenix, John Turturro, Juliette Binoche, Kathy Baker, Laetitia Casta, Li Gong, Liv Ullmann, Liz Hurley, Maria de Medeiros, Mark Wahlberg, Mathieu Kassovitz, Melanie Griffith, Michel Piccoli, Mick Jagger, Mira Sorvino, Monica Bellucci, Morgan Freeman, Nick Nolte, Ornella Muti, Penélope Cruz, Richard Griffiths, Sean Penn, Tim Roth, Timothy Spall, Tom Hanks, Uma Thurman, Ursula Andress, Valeria Golino